# Panicum clandestinum
Panicum clandestinum är en gräsart som beskrevs av Carl von Linné. Panicum clandestinum ingår i släktet vipphirser, och familjen gräs. Inga underarter finns listade i Catalogue of Life.

## Bildgalleri

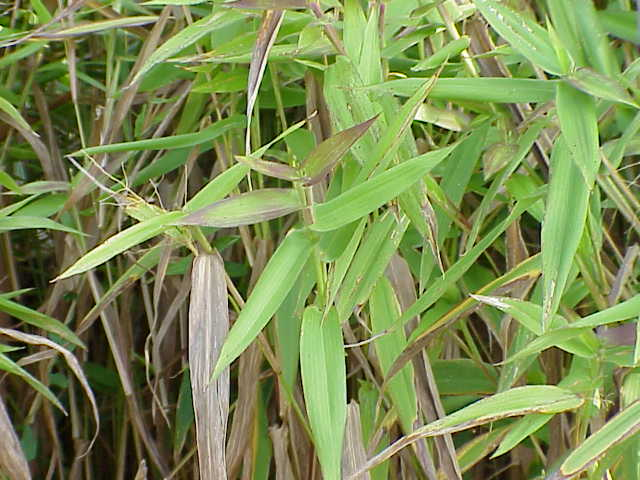
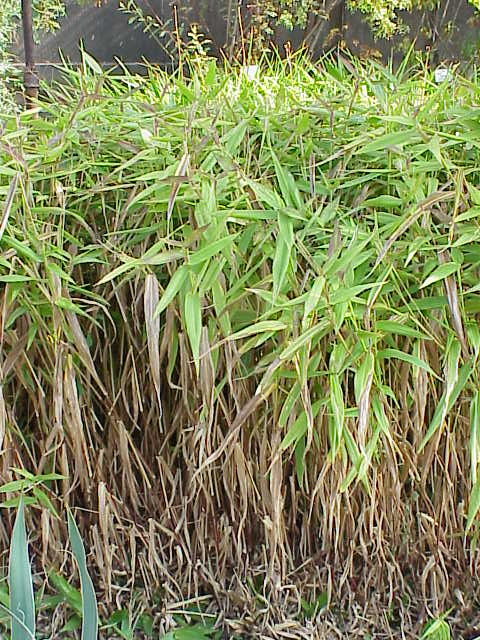